# Мисија Уједињених нација у Судану
Мисија Уједињених нација у Судану (УНМИС) основана је од стране Савета безбедности УН-а резолуцијом 1590. од 24. марта 2005, као одговор на потписивање свеобухватног мировног споразуа између владе Судана и Суданског народноослободилачког покрета од 9. јануара 2005, у Најробију у Кенији.
Задаци УНМИС-а су подршка примене свеобухватног мировног споразума, обављање одређених функција у вези хуманитарне помоћи, заштите, унапређења људских права и пружање подршке мисији Афричке уније у Судану. Мандат УНМИС-а се завршио 30. априла 2011, у складу са резолуцијом Савета безбедности 1919.